# Friedrich Lüthi
Friedrich Lüthi (19 december 1850 - Genève, 16 maart 1913) was een Zwitsers schutter. Hij nam deel aan de Olympische Zomerspelen van 1900 en behaalde hierbij een gouden medaille.

## Biografie
Friedrich Lüthi nam deel aan de Olympische Zomerspelen van 1900, en meer bepaald aan de schietsportonderdelen op deze Spelen. Samen met Karl Röderer, Konrad Stäheli, Louis-Marcel Richardet en Paul Probst behaalde hij hierbij een gouden medaille in de ploegencompetitie van het schieten met een militair geweer op een afstand van 50 meter. Individueel behaalde hij op dit nummer de zevende plaats. Zijn landgenoten Röderer en Stäheli behaalden toen de gouden en bronzen medaille.